# Venceslau Brás

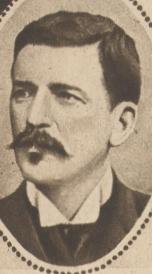
Venceslau Brás

Venceslau Brás Pereira Gomes (* 26. Februar 1868 in São Caetano da Vargem, Minas Gerais; † 15. Mai 1966 in Itajubá, Minas Gerais) war ein brasilianischer Politiker und vom 15. November 1914 bis zum 15. November 1918 neunter Präsident von Brasilien. Er gehörte der Partido Republicano Mineiro (PRM) an.

## Leben
Venceslau Brás war der Sohn eines Politikers aus Minas Gerais. Er studierte Rechtswissenschaften in São Paulo und machte seinen Abschluss im Dezember 1890. Vom 3. April 1909 bis zum 7. September 1910 war er Gouverneur des Staates Minas Gerais. Vom 15. November 1910 bis zum 15. November 1914 wurde er Vizepräsident unter Hermes Rodrigues da Fonseca. Er erklärte dem Deutschen Reich 1917 während des Ersten Weltkrieges den Krieg, nachdem die deutsche Marine brasilianische Schiffe versenkt hatte.
Venceslau Brás war der am längsten lebende brasilianische Präsident und wurde 98 Jahre alt.